# أكل الجلد
أكل الجلد أو قضم الجلد (بالإنجليزية: Dermatophagia)‏ (من اليونانية القديمة δέρμα - الجلد - و φαγεία - أكل) هو نوع من الاضطرابات يكون على شكل قضم، أو عض، أو أكل الجلد الخاص بالشخص، والأكثر شيوعاً يكون في الأصابع. عادةً يكون عند الأشخاص الذين يعانون من المتلازمة الجلدية خاصة في الجلد الموجود حول الأظافر؛ مما يؤدي إلى النزيف وتغير اللون بمرور الوقت. بعض الناس أيضاً يعضون جلدهم في مفاصل الإصبع التي يمكن أن تؤدي إلى الألم والنزف عن طريق تحريك أصابعهم. تشير الأبحاث المعاصرة إلى وجود صلة بين اضطرابات السيطرة على الانفعالات والاضطرابات الوسواسية القهرية، ويمكن تناول ذلك في دليل تشخيصي إحصائي للاضطرابات العقلية DSM-5 الصادر عام 2013. وهناك المزيد من المعلومات حول الوسواس القهري، وغيره يمكن العثور عليها في الدليل التشخيصي والإحصائي للاضطرابات النفسية.

## سلوك

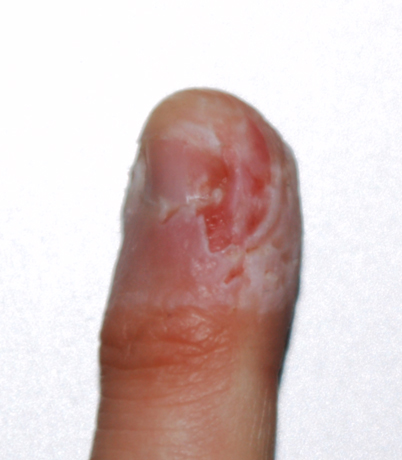
أصبع شخص يعاني من أكل الجلد

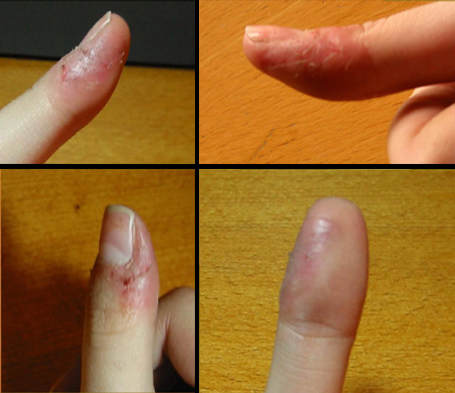
أطراف أصابع الذين يعانون من أكل الجلد

الأشخاص المصابون بأكل الجلد يمكنهم فعل ذلك على مجموعة متنوعة من الأماكن في أجسادهم وبشرتهم بالإكراه. وعادةً ما يمضغ المصابون الجلد المحيط بأظافرهم ومفاصلهم. كما أنهم يمضغون داخل فمهم ووجناتهم وشفاههم، مما يتسبب بظهور بثور في الفم وخارجه. إذا تم ترك السلوك غير محدد لفترة ممتدة، ويمكن أن يبدأ مسمار القدم بالتطور كما في معظم حالات العض.
تزداد الحالة في أوقات القلق والأخبار غير السارة. ويمكن أن تسبب البثور على الوجه شعوراً بالرغبة في سحب الجلد أو الأظافر المتأثرة أو قضمها (لأن الجلد ميت، ويتم سحبه بسهولة)، مما قد يكون ضارًا ويسبب العدوى. هناك اضطراب آخر يعرف باسم "تسحج عصبي"، يمكن أن يصاحب أحيانًا الإصابة بأكل الجلد. والأشخاص المصابون بأكل الجلد يكونوا عرضة للإصابة أيضًا عندما يتعرضون لأصابعهم بشكل متكرر، حيث يجعلون أنفسهم عرضة للبكتيريا التي تتسرب وتسبب العدوى. ويمكن اعتبار أكل الجلد اضطراباً «شقيقة» لـ trichophagia، والتي تنطوي على العض الإجباري وتناول شعر واحد.

## عوامل الخطر والظروف ذات الصلة
- الطبع
- البيئة
- العمر (تبدأ أعراضه عادةً حول سن البلوغ)
- مستويات التوتر

## مضاعفات
يمكن أن يؤثر أكل الجلد بشكل كبير على الصحة الجسدية والعقلية مثل:

### العدوى
المضاعفات الجسدية الأكثر أهمية لأكل الجلد هي العدوى. عندما تُترك البشرة مفتوحة بعد العض، يمكن للبكتيريا أن تدخل الجسم من خلال الجرح. ويجب تغطية أي قروح أو جروح لتقليل فرص الإصابة. قد تتضمن علامات الإصابة الجلدية ما يلي:
- الحرارة أو التورم حول المنطقة المصابة
- الجروح
- الألم
- حمى أو قشعريرة

### عزلة اجتماعية
في بعض الحالات، يمكن أن تسبب الإصابة بأكل الجلد للناس الحرج من سلوكهم والانسحاب من التفاعلات الاجتماعية. هذا يمكن أن يؤدي إلى الشعور بالعار، وتدني احترام الذات، والاكتئاب.

## إدارة

### تشخيص
عاةً ما يتم اللجوء إلى أخصائي الصحة العقلية، للتأكد من وجود مرض أكل الجلد. حيث لا يتم تضمينه في الدليل التشخيصي والإحصائي للاضطرابات العقلية، بدلاً من ذلك، فهو يقع تحت غيرها من «الوسواس القهري المحدد والاضطرابات ذات الصلة.»
حتى تصنف على أنها BFRB أو أكل الجلد، يجب أن يتسبب السلوك في إحباط كبير أو ضرر ذاتي، ويؤثر على القدرة على العمل بشكل يومي. يقدر حوالي 3٪ من السكان لديهم BFRB، على الرغم من أن العديد من الحالات لا يتم تشخيصها.
عادةً ما يتعامل مع الأشخاص الذين يعانون من أكل الجلد مع سلوكهم لتخفيف الضغط أو تخفيف المتعة من الفعل بدلاً من إيذاء أنفسهم عمداً. والذي قد يؤدي إلى أذى جسدي غير مقصود.

### علاج
عادةً ما يكون السلوك خارج السيطرة، وهناك العديد من طرق العلاج المتاحة:
- العلاج السلوكي المعرفي (CBT): يركز هذا النوع من العلاج على الأفكار والسلوكيات ويعمل على ضبط الاستجابات السلوكية لتلك الأفكار. يشجع هذا العلاج المريض على مناقشة سبب العادة البدنية للعض ومضغ أظافره وجلده. والقصد هو إيقاف السلوك من خلال تحديد الأهداف التي يمكن الوصول إليها من قبل المريض بمساعدة المعالج.[8]
- التدريب على ردة الفعل المعاكسة (HRT): يشمل العلاج التعويضي بالهرمونات والتدريب على التوعية والتدريب على الاستجابة والدعم الاجتماعي.
- الأدوية: لا توجد أدوية معتمدة بشكل خاص لعلاج أكل الجلد، ولكن بعض الأدوية قد تساعد في تقليل الأعراض ومعالجة المشاكل التي تصاحبها في كثير من الأحيان، مثل القلق والاكتئاب. بعض الأدوية التي قد يوصى بها تشمل مثبطات امتصاص السيروتونين الانتقائية (SSRIs) والكلوميبرامين (Anafranil). ومن الأمثلة على SSRIs:

- إسكيتالوبرام (يكسابرو)
- فلوكستين (بروزاك)
- سيرترالين (زولوفت)
- باروكسيتين (باكسيل)

### العلاجات الطبيعية
هناك مجموعة واسعة من العلاجات الشاملة وتغيير نمط الحياة التي قد تساعد في الحد من أعراض أكل الجلد، بما في ذلك:
- العلاج بالإبر
- التنويم المغناطيسي
- أنشطة الحد من الإجهاد مثل تمارين التنفس وخيارات نمط الحياة الصحية الأخرى
- استبدال السلوكيات، مثل مضغ العلكة بدلاً من عض الجلد

### علاج الجلد
لعلاج الجلد المتضرر من أكل الجلد، يجب أن تبقى المنطقة نظيفة ومغطاة بالضمادات حتى تُشفى. في بعض الحالات، قد تكون المضادات الحيوية ضرورية لعلاج أو منع العدوى في المناطق المصابة. «شكل آخر من أشكال العلاج هو استخدام الأظافر الاصطناعية، التي عادةً ما تحتوي المسامير المزيفة فيها على مكونات أكريليكية أو هلام تعطي مذاقاً سيئًا».

## وصلات خارجية
- The TLC Foundation for Body-Focused Repetitive Behaviors